# Newtown Park
El Newtown Park és un estadi multiusos de Wellington, Nova Zelanda. Avui en dia es fa servir majoritàriament per a partits i entrenaments futbolístics. El camp principal té una pista d'atletisme de 400 metres de llargada, a més dels seients dels espectadors. Un segon camp rectangular (Newtown Park 2) és adjunt al sud del camp principal.

## Futbol
El Newtown Park és operat durant la temporada d'hivern pel Wellington United. Però, el Wellington United té acords de compartir l'estadi amb el Wellington Olympic AFC, permetent a l'Olympic albergar els seus propis partits a Newtown Park. A més, el Newtown Park és l'estadi on juga principalment el Team Wellington del Campionat de Futbol de Nova Zelanda, una franquícia que està composta per uns vint equips amateurs incloent ambdós el Wellington United i el Wellington Olympic.
El Team Wellington, l'equip regional professional de Wellington, juga partits a Newtown Park; però, quan l'estadi no està disponible a causa d'un altre dels equips jugant-hi, jugava al Porirua Park de Porirua fins al 2010 i avui en dia al David Farrington Park de Wellington.
El segon camp va ser renovat el 2008, i avui en dia és utilitzat pel Wellington Phoenix de l'A-League per a entrenament i partits amistosos.

### Altres esdeveniments futbolístics
- Les finals de 1925, 1927, 1989 i 2012 de la Copa Chatham.
- La final de 2007 de la Lliga Nacional Femenina.
- Partit amistós benèfic per al terratrèmol de Sichuan de 2008 — partit entre el Wellington Phoenix i la comunitat xinesa de Christchurch.[2]
- Partit preolímpic amistós de 2008 — Nova Zelanda vs Xile.[3]